# 崙尾
崙尾，是臺灣嘉義縣溪口鄉的一個傳統地域名稱，位於該鄉中部略偏西，並延伸至西南部邊界地帶。相較於今日行政區，其範圍大致包括美北村不含西北端及東南端、美南村不含西端及東南端，以及新港鄉西庄村北部中央向西北凸出部分。

## 歷史
台灣日治初期，崙尾地區為一街庄（舊制街庄），稱為「崙尾庄」，隸屬於打貓南堡。該庄北與柴林腳庄、雙溪口庄為鄰，東與頂坪庄為鄰，東南與上崙庄為鄰，東南邊為本廳庄，南邊為西庄，西邊為海豐仔庄、埤仔頭庄。
1901年（日治明治三十四年）11月11日，全台設置二十廳，該庄隸屬於嘉義廳。1904年（明治三十七年）2月15日，該庄編入「雙溪口區」，隸屬於嘉義廳。1909年（明治四十二年）10月25日，全台整併二十廳為十二廳，該庄仍隸屬於嘉義廳。1910年（明治四十三年）1月18日，各區管轄區域調整，該庄仍隸屬於嘉義廳的「雙溪口區」。
1920年（大正九年）10月1日，全台廢十二廳改設五州二廳，該庄改制為「崙尾」大字，隸屬於臺南州嘉義郡溪口庄（新制街庄）。
戰後溪口庄改制為溪口鄉，隸屬於臺南縣，大字亦改制為村。1950年（民國39年）10月，雲、嘉、南分治，溪口鄉改隸屬於嘉義縣。

## 聚落
本地區發展較早的聚落有崙尾、天赦等，在日治期初期的官方地圖上已有記載。

## 交通
縣道157號是斗南至過溝的道路，經過本地區天赦、崙尾兩個聚落。由該道路（大方向）北行可前往溪口溪溪口市區、雲林縣大埤鄉、大埤鄉/斗南鎮邊界，並止於斗南鎮市區南郊的省道台1線路口；南行可前往新港鄉、六腳鄉、朴子市、東石鄉東南端、布袋鎮北部的過溝，並止於省道台17線路口。
鄉道嘉86線是崙仔至埤仔頭的道路。
鄉道嘉87線是溪口至崙尾的道路。
鄉道嘉88線是崙尾至頂土庫的道路。

## 學校
- 美林國小